# Chiasmocleis carvalhoi
Chiasmocleis carvalhoi är en groddjursart som beskrevs av Cruz, Caramaschi och Eugenio Izecksohn 1997. Chiasmocleis carvalhoi ingår i släktet Chiasmocleis och familjen Microhylidae. IUCN kategoriserar arten globalt som starkt hotad. Inga underarter finns listade i Catalogue of Life.